# Sunkahetanka geringensis
Sunkahetanka geringensis è un mammifero carnivoro estinto, appartenente ai canidi. Visse nell'Oligocene inferiore (circa 30 - 28 milioni di anni fa) e i suoi resti fossili sono stati ritrovati in Nordamerica. 

## Descrizione
Questo animale era delle dimensioni di un coyote, ma possedeva un corpo più basso e allungato, con zampe più corte. Rispetto a forme simili come Cynodesmus, Sunkahetanka era dotato di premolari più massicci, e i molari inferiori possedevano un metaconide ridotto. Inoltre, questo canide arcaico possedeva un insieme di caratteristiche che lo differenziavano sia da Cynodesmus che da Mesocyon: il processo postorbitale era più grande, era presente una cresta nucale estesa posteriormente, ma che non sovrastava il condilo occipitale, e vi era un'arcata zigomatica profonda e ricurva lateralmente; la bulla timpanica era stretta anteriormente, più piccola di quella di Philotrox.

## Classificazione
I fossili di questo animale, ritrovati nel Nebraska, vennero inizialmente descritti nel 1935 da Barbour e Schultz, che li attribuirono al genere di canidi primitivi Mesocyon (Mesocyon geringensis). Nel 1963 Macdonald riconobbe differenze sufficienti da istituire per questa forma un nuovo genere, Sunkahetanka. Altri fossili di questo animale vennero scoperti in South Dakota. 
Sunkahetanka fa parte di quella linea evolutiva di canidi noti come Hesperocyoninae, che comprende i canidi più arcaici e basali. Sunkahetanka, in particolare, era un membro relativamente derivato di questa linea, e probabilmente si pone a un livello evolutivo successivo a quello di Cynodesmus e Mesocyon. Altri generi affini, ma più derivati, sono Philotrox ed Enhydrocyon.